# Jonathan Ruhumuliza
Jonathan Ruhumuliza (nascut el 1956) és un bisbe anglicà retirat de Ruanda. Actualment és rector a l'Església d'Anglaterra i antic bisbe de Kigali i Bisbe de Camerun.
Ruhumuliza estudià pel sacerdoci a l'Escola Teològica de Butare (Ruanda), va ser ordenat diaca el 1982 i sacerdot el 1983 i va servir com comissari de Kigeme, Rwanda, fins a 1984. Després es va convertir en gerent i capellà al Kigeme High School (1983-1986) abans d'assistir al Col·legi Universitari Makumira University (Arusha, Tanzània), graduant-se amb un Bachelor of Divinity (BD) el 1989. Va assumir el paper de canonge a l'hospital de Kigeme (1989-1990) i va tornar als seus antics treballs de l'escola secundària (1990-1991).
Consagrat el 1991, Ruhumuliza va servir com a bisbe assistent de Butare fins 1992 i com a secretari provincial de la província de l'Església Anglicana de Ruanda (1992–1993). Aleshores fou nomenat Bisbe Assistent de Kigali (1993) i Bisbe Coadjutor de Kigali (1993–1995) abans de ser nomenat Bisbe de Kigali (1995–1997). Des de 1998 fins 2004, fou bisbe diocesà de Camerun de l'Església de la Província d'Àfrica Oriental.
Després de la renúncia de la seva Seu, Ruhumuliza es va traslladar al Regne Unit, ocupant càrrecs com a ajudant de rector a la Diòcesi Anglicana de Worcester, on ha estat llicenciat com a assistent honorari del bisbe des de 2005. Va ser primer ministre assistent a l'equip de Droitwich Spa fins 2006 i ha estat capellà a Elmley Lovett amb Hampton Lovett i Elmbridge &c., a Ombersley amb Doverdale, i a Hartlebury des de 2012. Viu a Droitwich i ha rebut permís per oficiar a la veïna Diòcesi de Birmingham des de 2013.
En 2014, la diòcesi de Worcester va fer una declaració confirmant que "No s'han trobat evidències de complicitat en el genocidi de Ruanda" per part de Ruhumuliza.